# Nicsak, ki vagyok?
A Nicsak, ki vagyok? – A rejtélyek színpada a TV2 licencszerződésen alapuló zenés show-műsora, melyben híres emberek, hogy megőrizzék titkos identitásukat, jelmezekben adnak elő produkciókat és csak akkor lepleződik le, melyik jelmez kit rejt, amikor az adott versenyző kiesik a műsorból. A médiavállalat a román, a nemzetközi piacon Mysteries in the spotlight címen ismert formátumot vette meg, mely 2011-ben indult Demascarea névvel, az utóbbi években pedig Scena misterelor címmel volt látható az ottani Antena 1 csatornán.
A konkurens adó, az RTL Álarcos Énekes címmel hasonló műsort indított szintén 2020 februárjától, sőt ugyanabban az időpontban, vasárnap esténként. A két műsor között a legnagyobb különbség az, hogy a TV2 műsorában minden adásban 3 leleplezés történik, illetve hogy az első évadot majdnem végig élőben sugározták.

## Évadok
| Évad         | Évadbemutató       | Évadzáró          | Műsorvezető | Csapattagok                               | Csapattagok                                  | Győztes                                                                                              | Adó |
| Évad         | Évadbemutató       | Évadzáró          | Műsorvezető | 1. csapat                                 | 2. csapat                                    | Győztes                                                                                              | Adó |
| ------------ | ------------------ | ----------------- | ----------- | ----------------------------------------- | -------------------------------------------- | --- | --- |
| Első évad    | 2020. február 16.  | 2020. április 26. | Till Attila | - Majka - Judy - Hajós András             | - Ganxsta Zolee - Ábel Anita - Kajdi Csaba   | A koronavírus miatt nem hirdettek győztest, a továbbjutó énekeseket egy Szuperdöntőben leplezték le. |     |
| Második évad | 2020. november 22. | 2021. január 10.  | Till Attila | - Kajdi Csaba - Mádai Vivien - Pápai Joci | - Ábel Anita - Király Viktor - Csonka András | Metzker Viktória (Tigris)                                                                            |     |

Az első évad 2020. február 16-án indult a TV2-n. A műsorban két háromfős sztárcsapat versenyez egymással, a feladatuk meg az, hogy a színpadon elmaszkolt/beöltöztetett hírességeket leleplezzék. A televíziónézők a TV2 Live applikáción keresztül, illetve emelt díjas SMS-ben szavazhatnak, hogy melyik sztárcsapat tippjével értenek egyet.
A premieradás első 35 perce rendhagyó módon szimultán a TV2 Csoport tíz csatornáján (TV2, FEM3, Humor+, Izaura TV, Jocky TV, Mozi+, Moziverzum, PRIME, Super TV2, Zenebutik) volt látható, annak érdekében, hogy az új műsor minél több nézőhöz eljuthasson.
A COVID–19 koronavírus-járvány miatt Magyarországon kihirdetett veszélyhelyzet következtetében a március 15-ei 5. adást közönség nélkül rendezték meg, a március 22-ei 6. adás pedig felvételről került adásba, ezért a televíziónézők nem szavazhattak. Ekkor úgy tűnt, hogy bizonytalan időre szünetre vonul a műsor, és majd csak a vírushelyzet után kerül sor az utolsó forduló(k) forgatására. Ennek ellenére, négy héttel később, április 18-án a TV2 bejelentette, hogy a még hátralevő két adást összevonva április 26-án megrendezi a szuperdöntőt. Az első évad utolsó adása felvételről került adásba, szigorú biztonsági és egészségvédelmi intézkedésekkel, csökkentett létszámú stábbal és közönség nélkül rendezték meg.